# 若輩者 (ALI PROJECTのアルバム)
『若輩者』（じゃくはいもの）は、ALI PROJECTの23枚目（インディーズから通算）のオリジナルアルバム。
2024年6月25日に徳間ジャパンコミュニケーションズから発売された。

## 収録曲
1. 爆烈勇侠外伝 [3:59]
  - 2023年7月8日にバンダイナムコミュージックライブから配信限定でリリースされた。
  - Bメロにピョートル・チャイコフスキーのバレエ音楽『くるみ割り人形』より「金平糖の踊り」が引用されている。サビ前にエフゲニー・スヴェトラーノフの『狂詩曲第1番 スペインの絵 jota』の録音音源が利用されている。同音源は『快恠奇奇』においても利用されている。
2. 若輩者 [4:46]
  - 新曲
  - 「『亡国覚醒カタルシス』のような楽曲を作ってみたいな」という構想で作曲された[1]。
  - 歌詞やツアータイトルの「お見かけ通りの若輩者」というフレーズは北島三郎の「仁義[2]」内のセリフをオマージュしていると宝野アリカはインタビューで言及している[3]。
3. BLACK ROSE [4:26]
  - 言ノ葉プロジェクト 2ndシーズンに提供した楽曲[4]。
  - 間奏にマヌエル・デ・ファリャのバレエ音楽『恋は魔術師』から「火祭りの踊り」が引用されている。2番～3番の間奏にBIG FISH AUDIOのサンプル音源『CINEMATIC ORCHESTRAL THEMES』より「Epic3[5]」が利用されている。
4. 反國陰謀ディストピア [3:28]
  - 新曲
  - 間奏にEnigmaの「Touchness」冒頭部分がサンプリングされている[6]。
5. 聖少年遊戯 [4:08]
  - 「あんさんぶるスターズ！」アルバムシリーズ・ 第8弾 『Valkyrie』に提供した楽曲[7]。
  - イントロにベドルジハ・スメタナの『夢（6つの性格的小品）』から第3曲「ボヘミアにて」が引用されている。
6. 若気ノ至リ [3:56]
  - 新曲
  - 片倉三起也が1980年代に構想した楽曲。当時のタイトルは「デコルテ」[8]。
  - 間奏にロシア民謡の「コロブチカ」が引用されている[9]。
7. 誰ソ彼パピヨン回廊 [4:10]
  - 2022年12月14日にFlyingDogから配信限定でリリースされた。
  - Bメロ、サビ前にモデスト・ムソルグスキーの『展覧会の絵』より「卵の殻をつけた雛の踊り」が、サビ前半に『展覧会の絵』より「リモージュの市場」が引用されている。サビ後半、1番〜2番の間奏にクロード・ドビュッシーの『小組曲』より「バレエ」が引用されている。イントロ、2番~3番の間奏にはPRODUCER LOOPSのサンプル音源『SYMPHONIC SERIES VOL.10 - ATMOSPHERIC SCI-FI』が利用されている。
8. 美しき獣たちの為の [4:33]
  - 映画『コードギアス復活のルルーシュ』挿入歌[10]。
9. 日本弥栄 [4:08]
  - 新曲
10. 含羞草 [instrumental] [3:56]
  - 新曲
11. 幸福の王子(通常版のみ) [5:01]
  - 「狩猟令嬢ジビエ日誌」の歌詞違いバージョン。
  - 間奏にLOOPTRONIKSのサンプル音源『MODERN HOLLYWOOD ORCHESTRA』が利用されている。サビにPRIME LOOPSのサンプル音源『CINEMATIC MOODS』より「RacingHero Strings[11]」が利用されている。その他、同音源より、1番、3番のサビ直後に「UrgentStrings[12]」が利用されている。
  - アウトロにZERO-Gのサンプル音源『Luminoso』が利用されている。